# Frontopsylla elata
Frontopsylla elata är en loppart som först beskrevs av Jordan et Rothschild 1915.  Frontopsylla elata ingår i släktet Frontopsylla och familjen smågnagarloppor.

## Underarter
Arten delas in i följande underarter:
- F. e. elata
- F. e. botis
- F. e. caucasica
- F. e. glabra
- F. e. humida
- F. e. koksu
- F. e. neutra
- F. e. pilosa
- F. e. popovi
- F. e. taishiri
- F. e. vara